# Kathy Kuykendall
Kathy Kuykendall (23 novembre 1956) è un'ex tennista statunitense.

## Carriera
In carriera ha raggiunto una finale di doppio al Family Circle Cup nel 1976. Nei tornei del Grande Slam ha ottenuto il suo miglior risultato all'Open di Francia raggiungendo i quarti di finale nel singolare nel 1976.
In Fed Cup ha disputato un totale di 4 partite, ottenendo 3 vittorie e una sconfitta.

## Statistiche

### Doppio

#### Finali perse (1)
| Numero | Anno          | Torneo                           | Superficie  | Compagna           | Avversarie in finale      | Punteggio |
| 1.     | 2 maggio 1976 | Family Circle Cup, Amelia Island | Terra rossa | Valerie Ziegenfuss | Linky Boshoff Ilana Kloss | 3-6, 2-6  |